# Хазарский протекторат над Херсоном
Хаза́рский протектора́т — эпизод в истории византийского Херсона, когда в начале VIII века город в течение нескольких лет находился в составе Хазарского каганата. Протекторат был установлен по просьбе самих горожан и местных властей, которые опасались репрессий, после того как в Константинополе в 705 году произошёл дворцовый переворот и к власти вернулся император Юстиниан II, крайне враждебно настроенный к жителям Крыма.
В городе при сохранении местного самоуправления появился назначенный хазарским каганом наместник. Из источников не ясно, в какой именно момент и как это произошло. Известно только, что задействованные хазарами военные силы были незначительными и византийско-хазарские отношения первое время оставались мирными. В 710—711 годах Юстиниан отправил против Херсона три карательные экспедиции, первая из которых вернула императору контроль над городом и взяла в плен хазарского чиновника. Две другие, как сообщают византийские хронисты, были отправлены, чтобы полностью разрушить Херсон, Боспор и остальные крымские города. Их жители, узнав о грозящей опасности, тоже обратились к хазарам за защитой. Военные действия были остановлены подошедшей хазарской армией, после чего хазары вмешались в византийскую политику и сыграли определяющую роль в утверждении нового императора.

## Предыстория

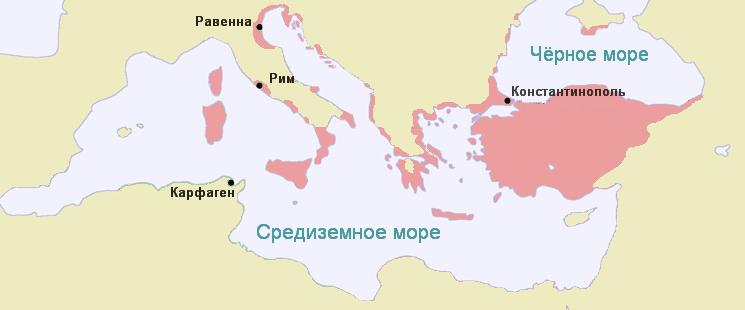
Византийская империя к 717 году. Вверху справа территория Херсона, Сугдеи и климатов Готии

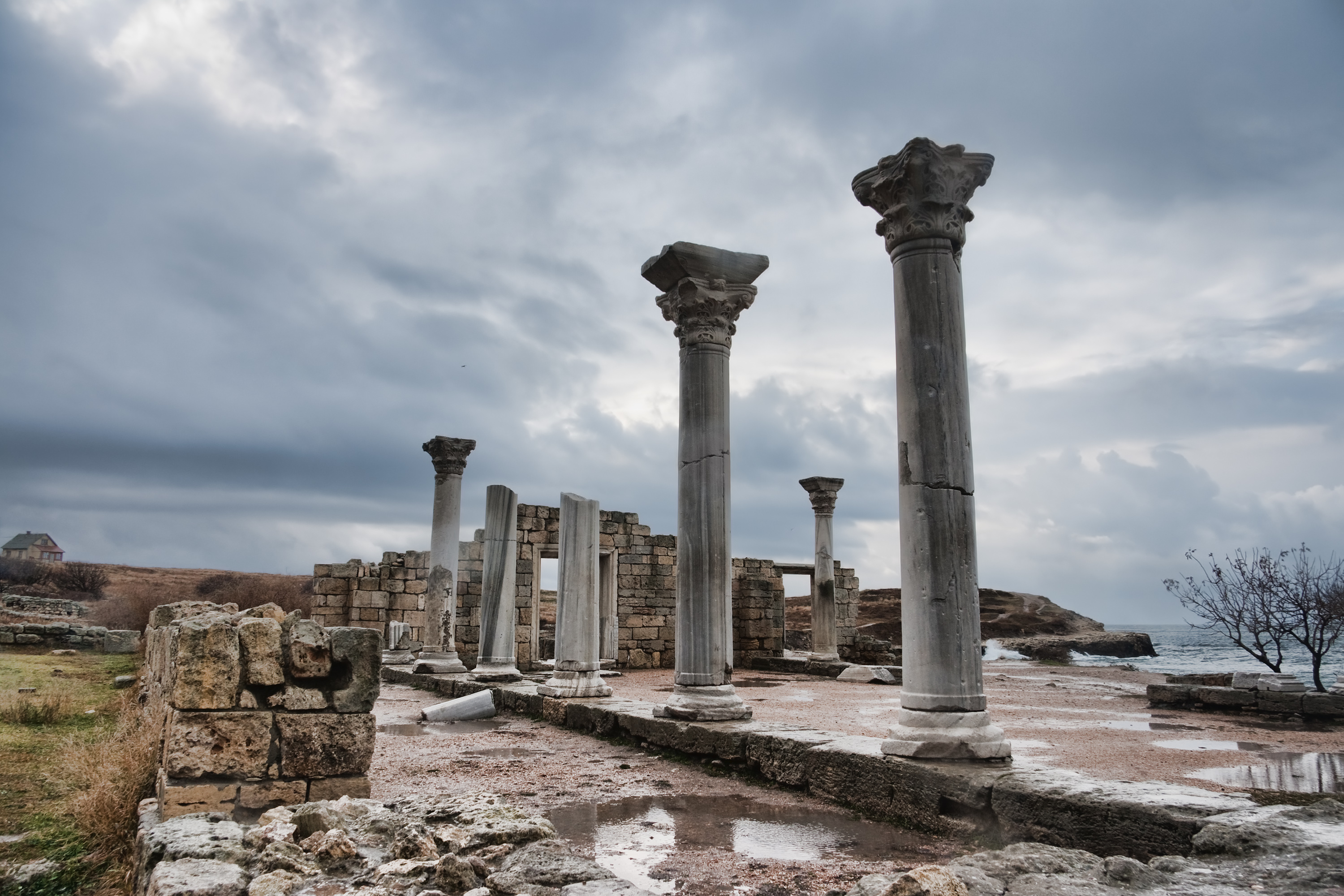
«Базилика 1935 года» в Херсонесе

В начале средних веков Херсон (так с IV века н. э. стал называться Херсонес) был отдалённым провинциальным городом Византийской империи. Утратив значительную часть прежнего античного процветания, он, тем не менее, продолжал оставаться крупным городским центром и главным византийским форпостом в Крыму. Мощные крепостные стены и удачное приморское расположение уберегли его от нашествий варваров. За всё время Великого переселения народов, когда в Крым последовательно вторгались сменявшие друг друга племена готов, гуннов, тюркютов, оногуров, хазар, а после них венгров и печенегов, Херсон ни разу не был завоёван, хотя, порой, его обитатели, по выражению одного из источников, «чувствовали себя скорее жителями тюрьмы, чем города, из которого не смели выходить». Впрочем, периоды острой конфронтации являлись исключением, а в норме отношения херсонитов с варварской периферией были мирными, поскольку соседствующие с городом кочевники всегда нуждались в местной ремесленной продукции и византийских предметах роскоши, а городские жители — в сельскохозяйственных товарах. В Юго-Западном Крыму и на Керченском полуострове существовали и другие области с христианским византинизированным населением: портовые города Боспор и Сугдея, в горах — архонства или клима́ты Готии. У них были политические и церковные связи, как с Херсоном, так и с общеимперской администрацией, но непосредственная власть варваров здесь всегда ощущалась намного сильнее, гораздо большей была и доля пришлого населения.
С хазарами Византийская империя впервые тесно соприкоснулась во время своей войны против Сасанидского Ирана, в 626—630 годах. Хазары тогда оказали византийцам ценную военную помощь, общими усилиями сокрушив Иран и завоевав Закавказье. После того как в середине VII века Хазарский каганат окончательно обособился от Западно-Тюркского каганата и стал самостоятельным государством, хазарско-византийское сближение стало ещё более насущным, поскольку теперь вместо Ирана их новым общим врагом стал только что возникший Арабский халифат (с 661 года с центром в Сирии и столицей в Дамаске). Хазары не имели общих границ с владениями Византии, пока в 660-е годы они не разбили булгар и утвердились в степях Приазовья и Северного Причерноморья, после чего им открылся путь для экспансии в Крым. Произошедшие события являются первыми и самыми ранними в письменных источниках достоверными известиями о присутствии хазар на полуострове.

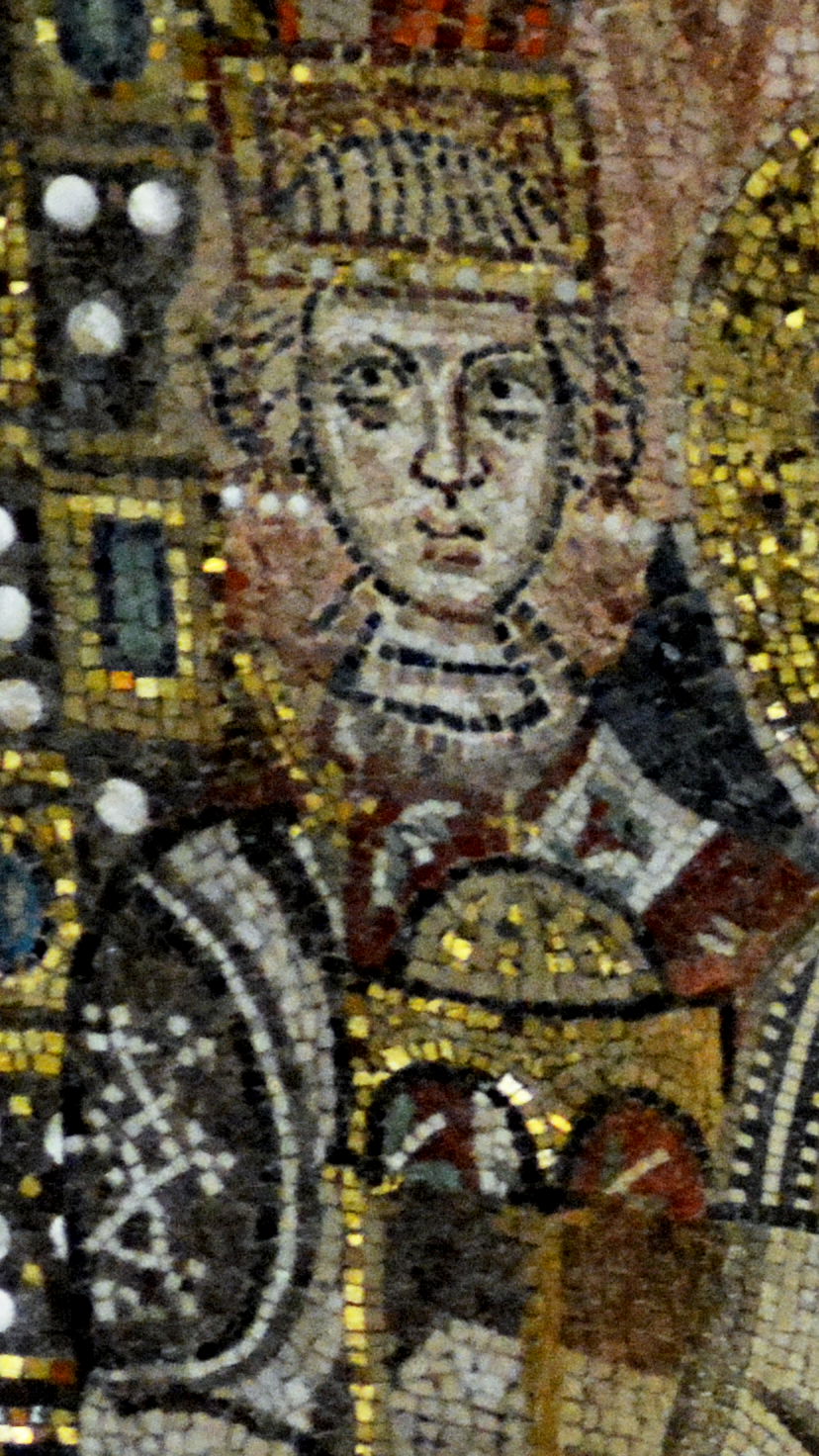
Молодой Юстиниан II, мозаика в базилике Сант-Аполлинаре-ин-Классе, Равенна

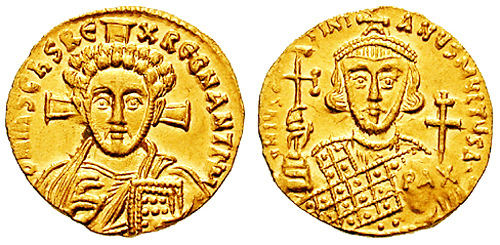
Солид императора Юстиниана II

В 695 году в Византии был свергнут правивший уже 10 лет император Юстиниан II. Придя к власти в 16-летнем возрасте, он проявил себя как энергичный, но при этом крайне властный, вспыльчивый и жестокий человек, «беспощадный к действительным и мнимым врагам». Крайнюю степень раздражения у населения вызвали введённые им новые налоги, которыми были обложены не только рядовые жители, но и вся знать, а также беззаконные методы, которыми эти налоги взыскивались.
Юстиниан между тем старался о построении дворцов и построил так называемую столовую Юстинианову и стены около дворца. <…> При сем в должность генерала-счетчика определил он какого-то аббата Феодота, который прежде жил в отшельничестве в теснинах Фракийских. Этот бедовый и слишком жестокий человек, требуя отчетов, налогов и взысканий, вешал на веревках и соломою подкуривал многих правителей государственных, людей знаменитых, не только должностных, но и частных жителей градских, и все это без вины, понапрасну, и без всякого предлога. Сверх того градоначальник по царскому повелению заключал в темницы весьма многих и заставлял томиться их там целые годы. Все это увеличило в народе ненависть к царю.
Поводом к восстанию стал слух о том, что Юстиниан собирается устроить в Константинополе ночное избиение народа и покарать патриарха. Переворот возглавил военачальник Леонтий, которого Юстиниан на три года посадил в тюрьму из-за проигранной битвы при Себастополисе. Леонтий:
Вошедши, отворил темницы, освободил многих заключенных благороднейших людей, от шести и до восьми лет томившихся в оковах, большею частью воинов, и вооруживши их вышел на площадь, восклицая: все христиане к святой Софии; и пославши по всем частям города, приказал восклицать те же слова.
Заручившись поддержкой патриарха, Леонтий арестовал Юстиниана. Утром следующего он вывел свергнутого императора на ипподром перед толпой, но, несмотря на призывы к расправе, великодушно пощадил. Юстиниану отрезали язык и нос (за что он получил прозвище Ринотмет — «безносый») и отправили в ссылку в Херсон.
Сам Леонтий, ставленник городской аристократии, продержался на императорском троне недолго. Его короткое правление было заполнено лихорадочной борьбой против внешних врагов. Спустя два года (697) арабы захватили византийскую Африку и «из собственного войска поставили там начальников». Отправленная на следующий год против арабов морская экспедиция сначала действовала удачно, но в итоге принуждена была отступить и, боясь наказания, подняла мятеж. Войска двинулись на столицу и провозгласили новым императором военачальника Апсимара. Апсимар тоже отрезал Леонтию нос и заточил в тюрьму, а сам стал править под именем Тиверия III.

## Заговор против Юстиниана
События начались около 704 года. Узнав о свержении Леонтия, Юстиниан начал открыто заявлять о своём намерении вернуться к власти, часто выступая с речами перед народом. Жителям Херсона такая перспектива пришлась не по нраву. Опасаясь гнева имперских властей, они сообщили о происходящем в Константинополь и собрались либо убить Юстиниана, либо связанным отослать в столицу. Юстиниан бежал из города и укрылся в горной крепости Дорос (предположительно, совр. Мангуп) в Готии. Находясь там, он стал искать встречи с каганом Хазарии Ибузиром Гляваном. Встреча состоялась. Каган с почётом принял экс-императора, «став ему другом», и отдал за него замуж свою сестру. Хазарское имя принцессы неизвестно, при крещении её нарекли Феодорой — в честь знаменитой супруги императорского тёзки — Юстиниана I.

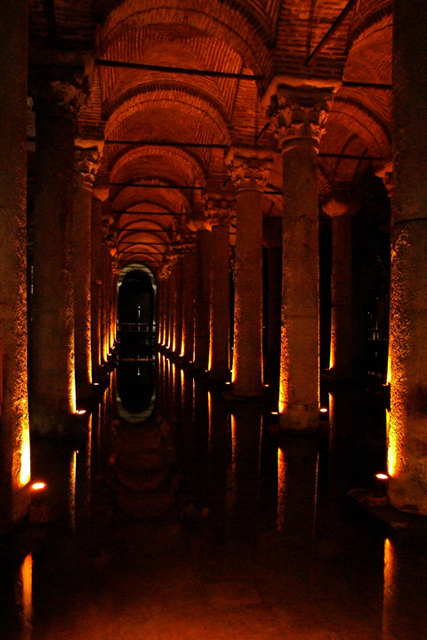
Цистерна Базилика в Константинополе, современный вид

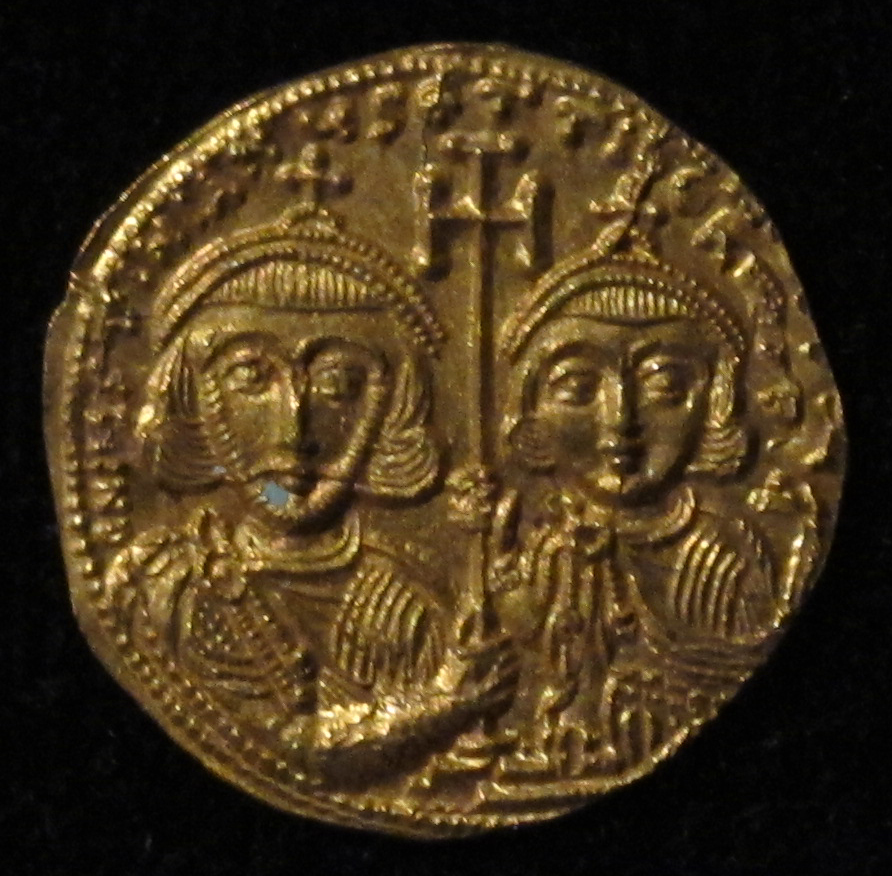
Солид с портретом Юстиниана II и его сына Тиверия

С разрешения кагана Юстиниан переправился через Керченский пролив и поселился в Фанагории. Здесь при нём постоянно находились двое высокопоставленных чиновников: личный представитель кагана Папац (возможно, был наместником Фанагории) и правитель Боспора Валгиц. Когда Тиверию стало известно о случившемся, он отправил к Ибузиру Глявану собственное посольство или даже серию посольств. Обещая щедрую плату, он уговаривал кагана выдать Юстиниана или, в крайнем случае, просто прислать его голову. Каган, вероятно, склонился к тому, что просьба имеет смысл. Он отправил к Юстиниану стражу под предлогом охраны от заговоров, а на самом деле для фактического ареста. И велел Папацу и Валгицу быть готовыми убить экс-императора по первому приказу. Однако через слугу кагана о заговоре стало известно Феодоре, и она рассказала обо всём мужу. Из нарисованной источниками картины истинное отношение кагана к императору выглядит не ясным. Феофан и Никифор (единственные основные информаторы о событиях) представляют дело так, что Юстиниана действительно собирались убить. Но по некоторым дальнейшим деталям в их рассказе можно предполагать, что отношения двух правителей остались дружественными, а из другого источника известно, что каган уже после триумфального воцарения Юстиниана посещал Константинополь и получил щедрую πάκτα — дань. Не исключено, такую точку зрения высказал С. Б. Сорочан, что каган только формально стремился выполнить данное Тиверию обещание, а сам, специально устроив побег, ждал дальнейшего развития событий. Как бы то ни было, вовремя предупреждённый Юстиниан, предпринял энергичные меры для своего спасения. Он пригласил Папаца для беседы с глазу на глаз и задушил его струной. Затем таким же образом убил Валгица. После этого он отослал жену к её брату в Хазарию, что можно в равной степени трактовать и как жест оскорблённого, и как заботу о её безопасности, а сам тайно бежал из Фанагории. На рыбацкой лодке он добрался до гавани Символа (Балаклава) неподалёку от Херсона. Там он тайно связался с небольшой группой сторонников, которые у него имелись в городе, и вместе с ними поплыл на корабле к устью Дуная. Оттуда он обратился за союзом и помощью к правителю Дунайской Болгарии — хану Тервелу, пообещав ему много благ и руку своей дочери. Тервел с готовностью откликнулся на предложение и во главе своей армии вместе с Юстинианом отправился к Константинополю. Простояв под городскими стенами три дня, Юстиниан ночью в сопровождении небольшого отряда вошёл в город по подземному водопроводу и на этом всё закончилось. Обоих своих предшественников, Тиверия и Леонтия, Юстиниан казнил, сперва проволочив их по ипподрому и потоптав ногами. Булгар же, которые разбили палатки прямо у Влахернского дворца, он, как и обещал, щедро наградил. Тервел был наделён титулом цезаря — следующим после императорского по значимости, что стало первым в истории Византии случаем, когда такой должности удостоился иностранец. Юстиниан подарил ему императорские одежды, усадил рядом с собой на трон и приказал народу воздать такие же почести, как себе. Правда, второе из обещаний, данных Тервелу, вероятно, осталось невыполненным. О его женитьбе на дочери Юстиниана не упоминает ни один источник.
Совершив необходимые казни всех своих врагов, Юстиниан отправил большой военный флот в Хазарию, чтобы вернуть свою жену. Флот по дороге попал в бурю и частично потонул. Возможно, Юстиниан сомневался, что каган отдаст сестру добровольно, но тот никаких препятствий чинить не стал и вежливо сказал императору:
«О неразумный, неужели тебе было недостаточно двух или трёх кораблей, чтобы забрать свою жену и не погубить [при этом] столько людей? Или ты считаешь, что и её возьмешь в сражении? Знай, у тебя родился сын, пошли [за ними] и возьми их».
В 706 году Феодора и её сын, названный Тиверием, были благополучно доставлены в Константинополь. Юстиниан присвоил им титулы августы и августа и официально короновал своими соправителями. Вероятно, тогда же или несколько позже столицу посетил и сам каган. Его чествование происходило в златоглавой Базилике, позади Милия (предположительно, это Цистерна Базилика). Там же были воздвигнуты статуи Юстиниана и Феодоры, причём Юстиниан изображался коленопреклонённым.

## Появление хазар в Херсоне

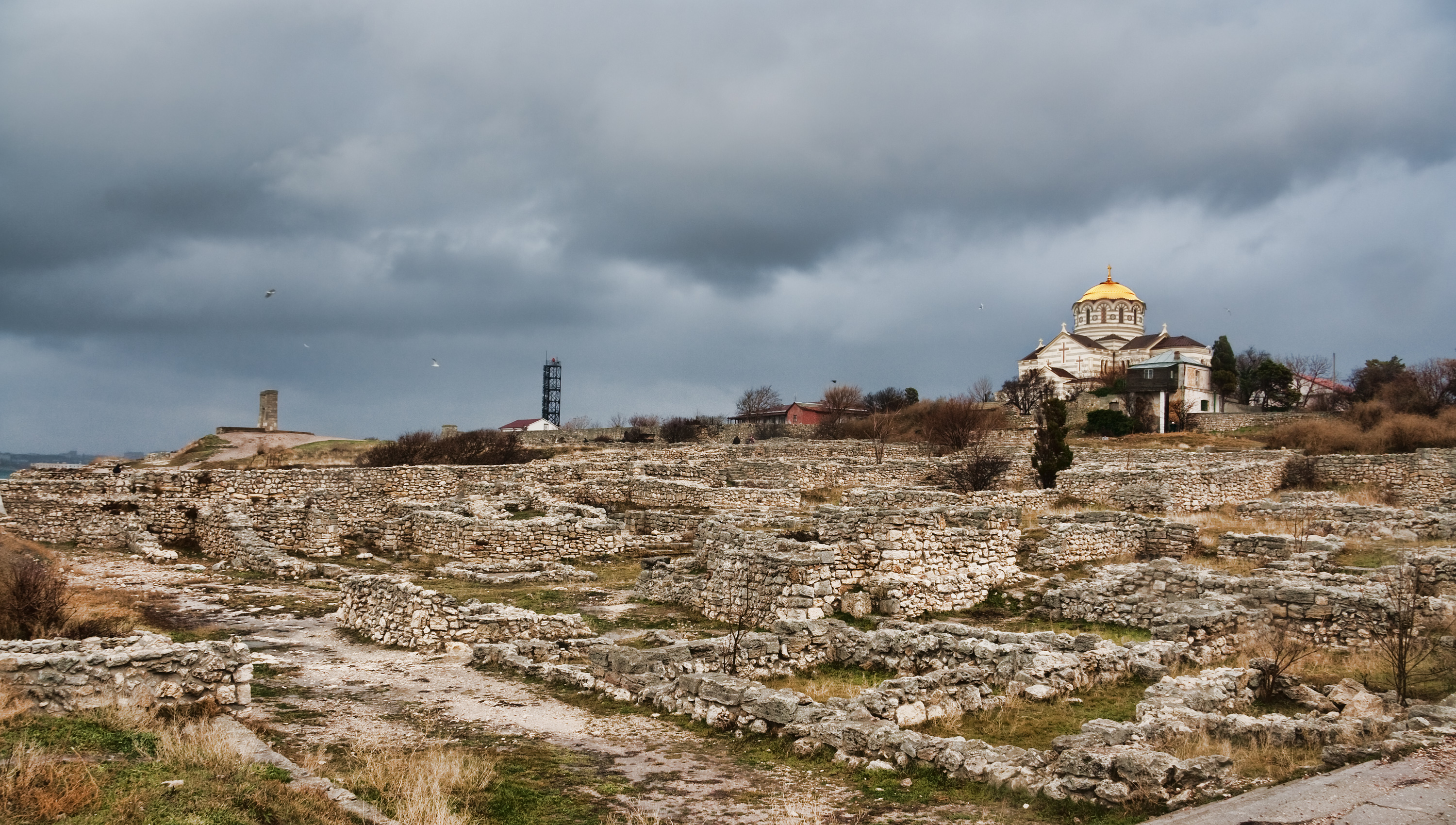
Руины Херсонеса, современный вид

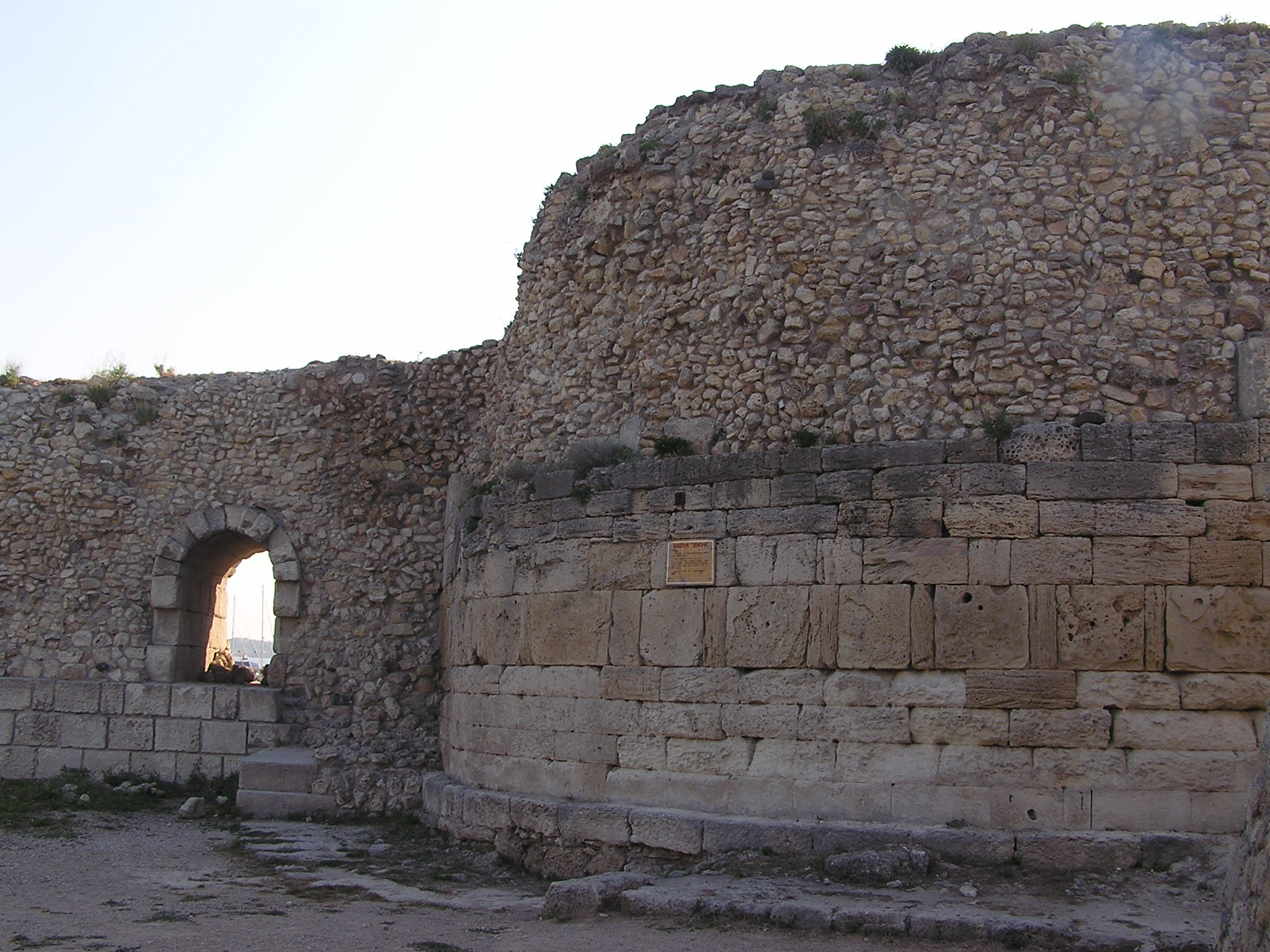
«Башня Зенона». Вид из перибола

В какой-то момент времени между бегством Юстиниана и прибытием в город первой византийской экспедиции в 710 или 711 году (о её дате см. ниже) в Херсоне появилась хазарская администрация. В источниках нет никаких подробностей относительно времени и конкретных обстоятельств. Ясно только, что её ещё не было в то время, когда Юстиниан жил в городе, иначе ему не пришлось бы специально искать с хазарами контактов. Ничего не сообщается и о наличии в городе какой-либо хазарской армии. Феофан и Никифор просто констатируют, что наряду с протевонами (букв. «первенствующими», так называли членов городского Совета из наиболее знатных и богатых горожан) и протополитом (букв. «первым гражданином», главой города, избиравшимся из состава протевонов) в число властей входил тудун, находившийся здесь «от лица кагана».
...А Тудуна  — архонта Херсона, бывшего там от лица хагана, и Зоила, первого гражданина  по роду и племени, также и сорок других знатных мужей, протевонов Херсона...
Оба автора называют его «архонтом» — это широкий термин, который в византийских источниках применялся в качестве стандартного для варварских вождей любого ранга, как государей и наместников, так и просто для представителей знати. В Тюркских каганатах «тудунами» назывались представители кагана, направлявшиеся в подчинённые иноэтничные области. Их функции заключались в надзоре за местными правителями и сбором налогов. Титул, как считается, был заимствован тюрками из китайского «tu`t`ung» — «начальник гражданской администрации». Дополнительная характеристика, которую дал Феофан, поясняя статус тудуна — «от лица» (греч. έκ προσώπου / «эк просопу») в точности соответствует смыслу должности и, возможно, как полагают многие исследователи, является буквальным переводом. Точно такое же выражение Феофан употребляет по отношению к хазарскому представителю в Фанагории, который, таким образом, тоже мог быть тудуном. Конкретно для Хазарии тудуны засвидетельствованы источниками ещё дважды: они упоминаются в хазарском войске во время пребывания хазар в Кавказской Албании в 628 году (как знатные вельможи, посланные правителем с определённым поручением) и в эпиграфической надписи на обломке каменной плиты из Бахчисарайского музея. В этой надписи, которая, как предполагается, происходит из Горного Крыма и относится к VIII—IX вв, сообщается о строительстве храма в правление некоего кагана (имя почти не читается из-за повреждения) и тудуна (его имя может быть прочитано как Из или Изу).
Важный аспект, который никак не освящается имеющимися источниками, касается того, где в этот период в Хазарии находилась ставка кагана и, соответственно, где с ним встречался Юстиниан. Ясно только, что это было не в Крыму (и не в Фанагории). Позднейший центр Хазарии (в IX—X вв.) находился в низовьях Волги. До того, в те периоды, когда хазары вели войны с арабами в Закавказье в середине VII и 1-й трети VIII века, в восточных источниках в качестве района, где находился их правитель, не очень отчётливо, но вероятно выступает Дагестан. Однако период конца VII века и первых лет VIII века, в который происходили события с Юстинианом, в этом отношении является лакуной — одним из периодов, когда в восточных источниках о хазарах нет известий. В связи с этим не исключено, как гипотетически полагает ряд исследователей, что каганская ставка в этот момент переместилась дальше от Кавказа и ближе к Крыму.

## Первая экспедиция Юстиниана
Спустя пять лет после своего воцарения Юстиниан, который, по выражению Павла Диакона, «после того как вновь захватил власть, часто вытирал рукой текущие сопли и почти столь же часто приказывал убить кого-нибудь», вспомнил о Херсоне. Как пишет Никифор:
Юстиниан, удерживая в памяти донос херсонитов на него Апсимару, собрал множество различных кораблей, посадил на них своих мужей числом до ста тысяч, обученных из стратиотских каталогов, а кроме того из крестьян, ремесленников, из совета синклита и димов города; во главе этого флота он поставил некоего патрикия Стефана, по прозвищу Асмикт [т.е. «свирепый»], и послал его с приказом истребить мечом весь народ в Херсоне, Босфоре и других архонтствах, а своего дорифора Илью, отправляющегося вместе со Стефаном, поставить архонтом Херсона, а также оставить там изгнанником Вардана, родом армянина.
Относительно даты существует неясность. У Феофана рассказ обо всех трёх экспедициях помещён под 711/712 годом и отмечено, что первая экспедиция завершилась в октябре. Как и в предыдущем случае твёрдо известна лишь дата финального события — гибель Юстиниана 11 декабря 711 года. Плавание между Константинополем и Херсоном в одну сторону занимало 10—11 дней, поэтому не исключено, что все события действительно могли развиваться очень быстро и уложиться в один год. Более вероятным, однако, в литературе признаётся вариант, что первая экспедиция имела место в предыдущем, то есть 710 году.
Армянин Вардан, которого упоминает Никифор, был одним из сановников, который при Апсимаре Тиверии домогался императорской власти, за что был арестован и находился в заключении на острове Кефалония. Зачем Юстиниан решил изменить ему место ссылки, в источниках не говорится.
Единственным мотивом, который двигал Юстинианом, Феофан и Никифор называют безрассудную месть. Вполне возможно и даже вероятно, что величина войска и поголовный масштаб репрессий ими преувеличен. Как отмечают современные историки, первый поход против Херсона при всей его жестокости был частью общей государственной политики, которую последовательно проводил Юстиниан и которая была направлена на замену самостоятельных муниципальных властей присылаемыми из центра чиновниками. Такая же экспедиция одновременно с Херсоном была направлена в Равенну. Впрочем, хронисты и её объясняли мотивами мести (уроженцы Равенны участвовали в свержении Юстиниана), а тамошнюю знать ожидали такие же изуверские способы расправы.
Экспедиция заняла город без сопротивления. Хазарский тудун, протополит Зоил и ещё 40 протевонов вместе с семьями были арестованы и в цепях отосланы в Константинополь. Семерых других протевонов сожгли, привязанными на деревянных вертелах. Ещё двадцать первенствующих из других крымских городов были привязаны к лодке, которую наполнили камнями и затопили в море. Отосланные в столицу херсонские чиновники, вероятно, должны были служить заложниками. Зачем туда был отослан хазарский представитель, можно только догадываться, но для самого Юстиниана этого шаг впоследствии стал роковым.
Как утверждают хронисты, Стефан Асмикт не точно исполнил приказ императора: он убил только взрослых жителей Херсона, пощадив детей. Когда Юстиниану стало об этом известно, он пришёл в ярость и отправил Стефану приказ немедленно вернуться в Константинополь, несмотря на то, что уже было начало октября — опасное время для навигации. Возвращаясь, флот попал в бурю, разбрасавшую тела его пассажиров от «Амастриды до Гераклеи» и 73 тысячи из отправленных 100 тысяч человек погибли.

## Вторая экспедиция Юстиниана

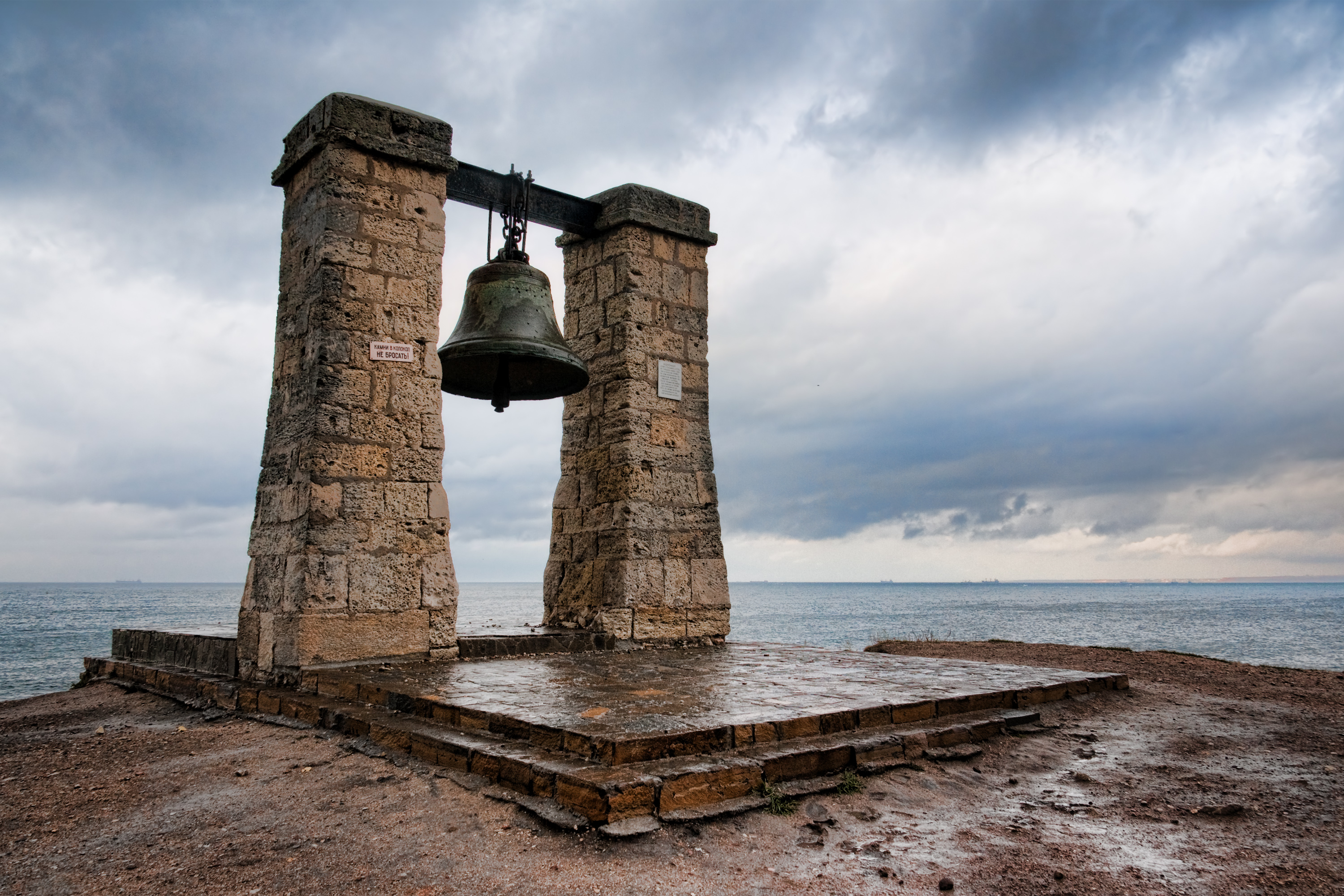
Колокол в Херсонесе

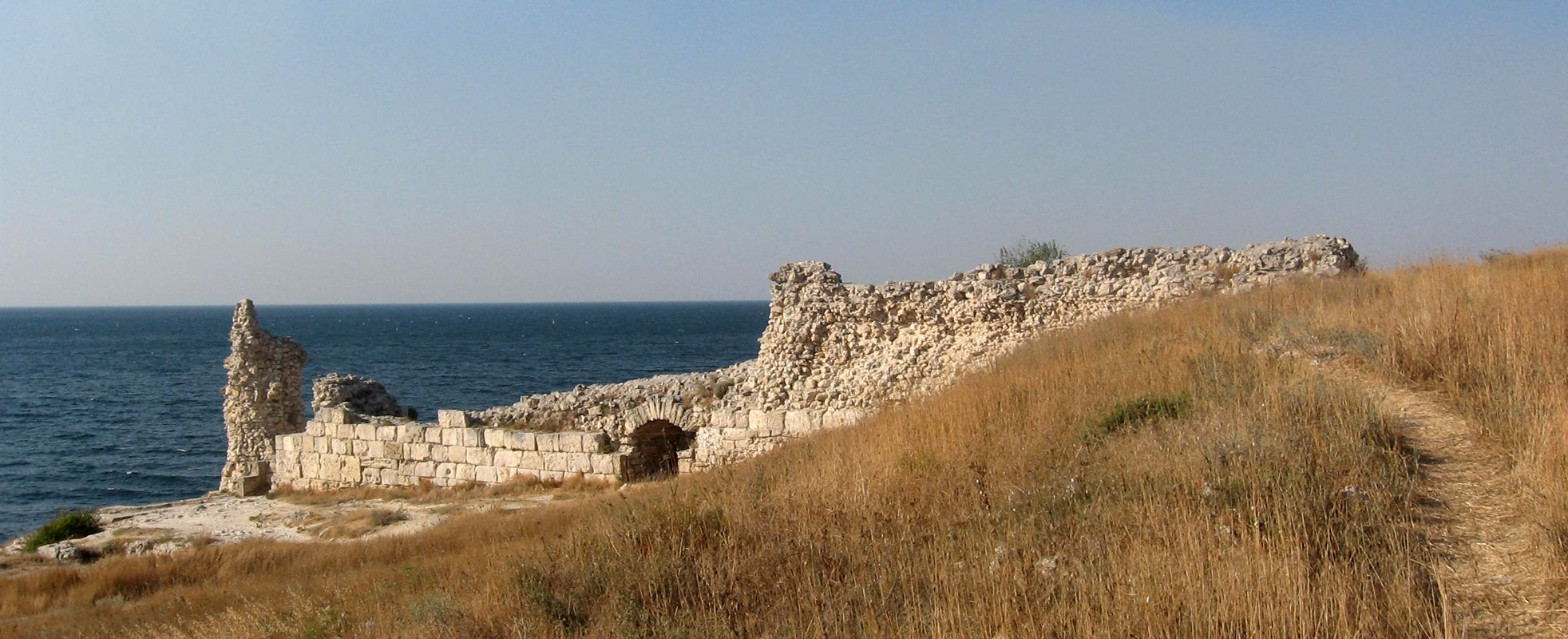
Западные ворота. Вид со стороны некрополя

Ничуть не смутившись случившимся, Юстиниан приказал немедленно снаряжать новый флот, заявляя, что «распашет и сровняет с землёй всё вплоть до стен». Тогда, как пишет Никифор:
Архонты же тех областей, проведав о такой молве, как могли укрепились, а [кроме того] направили послов к хазарам, чтобы они прислали войско для их охраны и спасли тех из них, кто остался в живых.
Горожане решили объявить новым императором изгнанника Вардана. Только что назначенный архонтом Илья тоже перешёл на сторону восставших. В Константинополе у него осталась семья. Как пишут хронисты, Юстиниан, когда узнал об измене, собственноручно казнил его детей прямо на глазах матери, а её «заставил выйти замуж за своего повара».
Если верно предположение о завершении первой экспедиции в конце предыдущего года, то вторая экспедиция и связанные с ней события должны были начаться весной, во 2-й половине марта — апреле, с открытием навигационного сезона.
Юстиниан решил вернуть обратно в Херсон тудуна и Зоила, и направить послов, которые должны были бы «оправдаться перед каганом». О том, насколько серьёзное значение он придавал данной миссии, говорит тот факт, что послами были отправлены министр финансов (логофет геникон) Георгий и глава столицы (эпарх Константинополя) Иоанн. Военный отряд на этот раз был небольшим, насчитывая всего 300 стратиотов из малоазийской фемы Фракисий под командованием турмарха Христофора. Однако к тому времени, когда экспедиция достигла Херсона, восстание в городе было свершившимся делом. Поблизости уже находилось и хазарское войско, более значительное, чем прибывший отряд. Жители впустили в город только Георгия и Иоанна и тут же их убили. Остальных солдат вместе с тудуном и Зоилом они передали хазарам, и те отправились с ними к кагану.
Не известно, как бы могли развиваться события, в случае успешного путешествия, но к несчастью для византийцев тудун во время дороги умер. Хазары, у которых по языческому обычаю похороны знатных лиц полагалось сопровождать человеческими жертвоприношениями, устроили тризну и на ней перебили весь греческий отряд.

## Третья экспедиция Юстиниана
Римский папа Константин, в тот момент находившийся с визитом в Константинополе, во время своей встречи с императором предостерегал Юстиниана от посылки войск против мятежников, но остался неуслышанным.
Взбешённый Юстиниан снарядил новый большой флот, на этот раз не только с людьми, но и с осадной техникой. Вручив командование патрикию Мавру Вессу, он приказал полностью разрушить Херсон, а жителей безжалостно уничтожить, и о ходе операции постоянно отправлять ему донесения. Прибыв на место, Мавр начал обстрел, успев разрушить две крепостные башни — Кентенарисий и Сиагр, расположенные со стороны моря. Но в этот момент к городу подошла хазарская армия. Дальнейшее хронисты описывают одной короткой фразой:

Но тут пришли хазары, и наступило перемирие — Феофан

Но когда [на ромеев] внезапно напало войско хазар, город был спасён — Никифор
После этого события, а может быть и ещё до него, Вардан покинул Херсон и бежал к хазарскому кагану. Патрикий Мавр, не зная как ему в таких условиях продолжать осаду и боясь вернуться в Константинополь, решил присоединиться к херсонитам. Все присягнули Вардану, провозгласив его новым императором под именем Филиппика. К кагану было отправлено посольство, просившее вернуть беглеца. Каган потребовал от византийской армии дать клятву в безопасности Вардану, а в качестве её обеспечения уплатить выкуп из расчёта по 1 номисме (золотой монете) с каждого воина. Нужная сумма у горожан Херсона нашлась, и Вардан был отпущен. Вместе с флотом патрикия Мавра он отправился в Константинополь.
Юстиниан, тем временем, не получая известий от флота, сам вышел из города и оказался на малоазийском побережье Босфора в тот момент, когда на его глазах корабли подплыли к беззащитной столице. Вардан свободно вошёл в город. Первым делом он приказал убить малолетнего августа Тиверия. Мальчик был найден в церкви Влахернской Богоматери, где его спрятала бабушка, императрица Анастасия, тщетно умолявшая убийц пощадить невиновного ребёнка. Тиверия вывели на улицу и зарезали. Судьба Феодоры неизвестна.
Войска, получив от нового императора гарантии безопасности, покинули Юстиниана. Илья, бывший архонт Херсона, явился к императору и отрубил ему голову. Голова по приказу Вардана была отправлена в Равенну, где её насадили на копьё и пронесли по улицам к большой радости местного населения.

## Итоги и последующие события
Вардан Филиппик, который, по словам Феофана, «по разговорам его» «почитался учёным и умным, а по делам, так жил неприлично царю и недостойно, в глазах всех казался ничтожным», был свергнут военными в 713 году. Новым императором был объявлен его секретарь Артемий (Анастасий II), тоже свергнутый спустя два года. Очередным и тоже несамостоятельным императором стал Феодосий III. Период смут закончился с приходом к власти Льва III Исавра (717—741). Основанная им династия правила Византией более 80 лет, мятежи против её представителей случались, но не было ни одного удачного.
Отношения Византии и Хазарии ещё более сблизились. Война с сирийскими Омейядами угрожала столицам обоих государств. Арабо-византийские сражения в Малой Азии и арабо-хазарские в Закавказье шли одновременно, не позволяя арабам сосредоточить все силы на одном участке. Для Византии самой критической точкой противостояния стала 13-месячная осада Константинополя в 717—718 годах. От падения империю спасли необычайно суровая зима, военная помощь булгар, снова оказанная ханом Тервелем, и экспедиция хазар в Закавказье. Самым впечатляющим хазарским достижением стало наступление 730 года, достигнувшее Диярбакыра и предместий Мосула. На фоне этого успеха в 732 году византийско-хазарский союз достиг своей вершины. Лев III женил своего сына Константина (будущего императора Константина V) на дочери кагана Вирхора принцессе Чичак, в крещении названной Ириной. Их сын, Лев IV по прозвищу Хазар, впоследствии стал византийским императором (775—780). Среди прочего он продолжил традицию и своих сводных братьев, которые участвовали против него в заговоре, сослал в Херсон.
Херсон вернулся в состав Византии. После произошедших событий в нём была учреждена должность архонта — верховного чиновника, подотчётного центральной власти. Архонтами (иногда их могло быть несколько) назначались местные жители, однако они имели статус государственных чиновников: были включены в официальные списки византийских должностей и пользовались печатью византийского образца. За VIII — 1-ю пол. IX веков сохранилось более 80 таких печатей. В 841 году Херсон вместе с остальными крымскими территориями был преобразован в фему — стандартную административную единицу империи. Об отношениях Херсона и Хазарии источники в основном упоминают в контексте миссионерских дел с христианскими общинами на территории каганата. Хазары подходили к городу ещё дважды, в период вражды с Византией: в 820 и 939 годах. В обоих случаях это были неудачные осады.

## Оценки в источниках

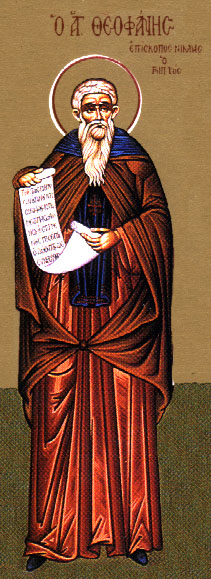
Феофан Исповедник

Происходившие события известны по двум основным источникам, которые отражают точку зрения центральных византийских кругов и враждебно настроены к Юстиниану II. Это «Хронография» Феофана Исповедника (810—814 гг.) и «Бревиарий» («Краткая история») константинопольского патриарха Никифора (770—780-е гг.). Обе хроники пересказывают общий источник и дают очень близкое описание, дополняя друг друга в отдельных деталях. Бо́льшее количество деталей, связанных с хазарами, сохранил Феофан. Для Феофана характерна и более образная манера изложения, доходящая иногда до «оттенка неосознанной пародии». Авторы демонстрируют нейтральное отношение к каганату: на всём протяжении повествования хазары ни разу не определены как враги и их действия не называются захватническими. Ещё одним ценным источником является анонимное византийское произведение «Краткие исторические заметки» (греч. Παραστάσεις σύντομοι χρονικαί) (датируется в пределах от начала VIII до IX века). Это сборник историй и анекдотов о различных достопримечательностях Константинополя. В 37-й новелле, рассказывающей о златоглавой Базилике, приводится имя хазарского кагана (который только в связи с вмешательством в византийскую политику и остался в истории), а также упоминается, что он и правитель Болгарии Тервел бывали в Константинополе и получили большую награду. Сходный вариант рассказа о Базилике, не упоминающий хазарского кагана, но более подробно описывающий награду, полученную Тервелем, сохранился ещё в нескольких более поздних византийских источниках, в том числе в знаменитом словаре Су́да X века.
Источников, отражающих херсонскую и хазарскую версию событий, нет. О том, как сами хазары воспринимали произошедший эпизод, до некоторой степени можно судить по письму, написанному в середине X века хазарским правителем Иосифом, в котором он, перечисляя свои крымские владения (к тому времени уже давно сугубо номинальные), называет 11 городов — практически все крупные поселения полуострова, но не претендует на Херсон.
Источники из более удалённых от места событий регионов, рисуют картину с различного рода неточностями. Так Павел Диакон, автор «Истории лангобардов», ничего не знал о хазарах и Херсоне, в его представлении Юстиниан находился в ссылке где-то в Причерноморье («в Понте»), а организатором повторного свержения был один Вардан Филиппик. По контрасту армянский автор Гевонд, не понаслышке знакомый с военной мощью хазар, наоборот, преувеличил их роль, изобразив Тервела полководцем хазарского кагана. Из историков Халифата наиболее подробное и, в целом, точное описание оставил ал-Мас’уди. Среди прочего он дал отсутствующее у византийских авторов разъяснение, что Истинианус ал-ахрам («безносый») сохранил способность говорить, несмотря на то, что ему перерезали уздечку под языком. По ал-Мас’уди, Юстиниан был сослан «на какой-то полуостров», затем бежал, оказался у царя хазар, женился там, рассчитывал на хазарскую помощь, но не получил её, и вернулся к власти с помощью «царя бурджан Тарфале». В сирийских источниках — у Феофила Эдесского и Агапия Манбиджского сохранился более полный текст письма, которое каган написал Юстиниану после неудачной экспедиции за Феодорой. Он совпадает с греческим по смыслу и язвительности. Саму экспедицию эти же источники описывают немного иначе. Если верить им, отправленный Юстинианом флот, числом в 50 кораблей, вёз для кагана подарки, коней и оружие. Все восточные источники считали Феодору не сестрой, а дочерью кагана. Такие сведения, вероятно, имелись и в источниках, которыми пользовался Никифор, поскольку в одном месте своего сочинения он, говоря о Феодоре, называет кагана её отцом.

## Оценки в историографии
В историографии в связи с херсонскими событиями дебатируется несколько вопросов. Самый общий из них касается территориальной принадлежности Крыма в VIII веке. Согласно традиционной точке зрения, за исключением Херсона практически весь остальной Крым входил в состав Хазарского каганата и после урегулирования херсонского инцидента владения обеих стран вернулись к статус-кво. А. И. Айбабин, один из современных исследователей, разделяющих данный взгляд, формулирует его так:
Сообщения Феофана и Никифора о событиях, последовавших за ссылкой в Херсон в 695 г. лишённого трона Юстиниана, дают основания говорить о захвате хазарами почти всего Крыма. <…> Хазары признавали принадлежность Херсона  империи, но установили свой протекторат над остальным Крымом и не желали мириться с присутствием крупных византийских войск даже в Херсоне.
Аналогичную оценку дают А. Ю. Виноградов и А. В. Комар:
Государственная принадлежность любой территории и любого населения, прежде всего, определяется конечным адресатом налогов, верховным сюзереном, которым для Сугдеи и Боспора VIII в. однозначно являлся хазарский каган, осуществлявший налогообложение через посредничество локальных наместников-тудунов. Ни единого, даже косвенного факта подчинения Боспора и Сугдеи в это время византийскому императору или византийским государственным чиновникам в нашем распоряжении пока нет.
Ряд современных исследователей придерживаются иной точки зрения, считая, что тезис о господстве хазар в значительной степени является мифом и Крым всегда оставался частью Византийской империи. С. Б. Сорочан предложил рассматривать византийско-хазарские отношения в Крыму как кондоминат — совместное владение с особым статусом, аналогичным тому, который был у Кипра (в тот период разделённого пополам между Византией и Халифатом) и некоторых других пограничных византийских владений. Основные черты кондомината заключались в присутствии на одной территории властей двух государств, равном разделе ими доходов от торговли и налогов и демилитаризованной зоне — запрете держать крупные военные силы. С этим выводом согласились В. Е. Науменко, высказавший в его пользу ряд дополнительных аргументов на примере Боспора, и затем ряд других историков, с оговоркой, вслед за самим автором, что прямых сведений о существовании византийско-хазарских соглашений в отношении Крыма в источниках нет.
Таким образом, анализ имеющихся в нашем распоряжении источников по истории Таврики конца VII — середины VIII вв. показывает, что для указанного периода времени нет оснований говорить об установлении хазарского господства или даже «протектората» на полуострове в это время. Наиболее важные приморские центры (Херсон, Боспор, Сугдея) продолжают сохранять провизантийскую политическую, идеологическую и торгово-экономическую ориентацию, а горные области Крымской Готии — традиционный «союзный» статус по отношению к империи. <…> Военно-политический союз Византии и хазар поддерживался в Северном Причерноморье не только обычными инъекциями имперского золота и богатых даров кочевнической знати, иногда династийными браками, но и введением при Юстиниане II в Херсоне и на Боспоре режима кондоминатного управления, который заключался в демилитаризированности и совместных доходах от торгово-таможенных операций в пределах округов.
Наконец Ю. М. Могаричев предлагает ещё более скептическую трактовку, в рамках которой о достоверном присутствии хазарской администрации в крымских городах вообще нельзя говорить. По мнению исследователя, «единственный хазарский чиновник, который в это время фиксируется в Крыму — это херсонский тудун».
Херсон, Боспор и Климаты несомненно выступают в истории с Юстинианом II, как местности подчиненные Византии. Ссылка Юстиниана в Херсон, участие «херсонитов, босфориан и остальных климатов» в заговоре против него, желание последнего истребить весь народ «в Херсоне, Босфоре и других архонствах», провозглашение императором Вардана Филиппика «херсонитами и жителями других крепостей» указывает, что как местным населением, так и византийскими авторами эти местности однозначно воспринимались, как ромейские, а не хазарские или со статусом двойного подчинения. <…> Вся политика каганата, по отношению к Крыму сводилась, в основном, к возможности получения дани. Если же хазары, не по своей воле, оказывались втянутыми во внутривизантийские конфликты на территории полуострова, то и здесь претензии хазар были, в большей степени, материальными, а не территориальными или политическими.
Сторонники каждой из точек зрения по-разному трактуют статус трёх упоминаемых в связи с хазарами чиновников (Папаца, Валгица и Тудуна).
Папац — единственный, кто в источниках прямо назван хазарином, однако Феофан и Никифор дают ему разную характеристику. По Феофану это представитель «от лица кагана» в Фанагории, по Никифору — доверенное лицо кагана при Юстиниане, то есть, возможно, присланный из Хазарии сановник, который прежде в Фанагории не находился.
О хазарской принадлежности Валгица ни Феофан, ни Никифор прямо не говорят. Он назван «архонтом Боспора» и мог быть местным зависимым правителем. С. Б. Сорочан и В. Е. Науменко считают, что он подчинялся Византии . Ю. М. Могаричев считает его хазарским наместником не в самом городе Боспоре (современной Керчи), а на Тамани, поскольку название «Боспор» могло применяться как к городу, так и к области по обоим берегам Керченского пролива и во время происходивших событий Валгиц находился в Фанагории. Гипотеза строится на том, что у Никифора Боспор именуется «скифским» и это может быть калькой традиционного названия «Боспор Киммерийский», обозначавшего Керченский пролив. В пользу хазарской принадлежности Валгица существует дополнительный аргумент. Его имя сопоставляется с хазарским титулом, который в сходной форме — «бул-ш-ци» известен в этом же регионе для X века (в частности, такой титул носил хазарский наместник Таматархи и полководец Песах, осаждавший Херсон в 939 году). Что означал этот титул, остаётся неясным. Предложены различные варианты его этимологии из тюркских языков: «начальник города», «правитель» или «хранитель печати».
Трактовка Тудуна как хазарского наместника тоже иногда оспаривается в историографии, однако в настоящее время эта точка зрения не имеет сторонников. Византийскими авторами слово «Тудун» воспринималось как личное имя. О подчинённости чиновника хазарскому кагану прямо говорит Феофан, но у Никифора эта подробность опущена. В греческом написании слова встречаются разночтения. В одной из двух рукописей сочинения Никифора (т. н. ватиканский список) и иногда у Феофана оно имеет форму «Тондун» (греч. τονδουνον, вместо основного τουδουνον). И. А. Баранов предложил считать данную форму первичной и дал трактовку Тондуну как тюрку, который находился в Херсоне на византийской службе в должности архонта.
Большой разброс мнений наблюдается вокруг вопроса об общем влиянии, оказанном хазарами на внутривизантийскую политику. Для трудов хазароведов традиционна апологическая оценка. Как написал британский историк Д. М. Данлоп, автор первого обобщающего труда по хазарcкой истории:
В ходе этих событий мы видим, что хазарский хакан играл значительную — если не доминирующую — роль в Крыму. Покинув Юстиниана, он, вероятнее всего, сделал его падение неизбежным. Филиппик Вардан едва ли мог преуспеть без поддержки хакана. Не будет преувеличением сказать, что в этот момент хакан мог дать нового правителя Греческой империи. <…> Через несколько лет после этого они [хазары] уже были готовы предпринять наступление на ислам.

Его советский коллега М. И. Артамонов высказался в чуть более осторожных, но схожих выражениях: 
Во всех этих событиях роль хазар была, по-видимому, более значительной, чем это указано хронистами. Подчинение Херсона хазарам произошло без нажима со стороны последних и было результатом доброй воли самих херсонцев, продиктованной опасениями мести со стороны Юстиниана. Заговор Вардана, нашедший благоприятную почву для развития среди возмущённых жестокой расправой херсонцев, мог созреть только при содействии хазар.
Оба автора считали, что истинной причиной экспедиций Юстиниана была попытка отвоевать Крым у хазар.
Напротив, в трудах византинистов обычно подчёркивается, что инициатива свержения Юстиниана исходила от местного византийского населения, а роль хазар сводилась к наёмничеству. По мнению И. С. Чичурова: 
Д. Данлоп видит в свержении Юстиниана II и провозглашении императором Вардана свидетельство господства хазар в Крыму и их влияния на развитие событий внутри империи, что, очевидно, следует считать преувеличением: византийских императоров свергают, по свидетельству Феофана, и провозглашают ромеи — херсониты, жители других крымских крепостей и присланные Юстинианом II воины. Для столь высокой оценки хазарского вмешательства нет, как нам кажется, веских оснований.
В 2024 году ученые из Института археологии Крыма РАН установили, что курганы, обнаруженные в 2021 году при раскопках в окрестностях Симферополя, принадлежали хазарской аристократии. Это первое археологическое доказательство существования крымской Хазарии.

## Комментарии
1. ↑  С патриархом Каллиником у Юстинина перед этим случился конфликт, из-за того что увлечённый улучшением городской среды император задумал построить фонтан и трибуну на месте Митрополичьей церкви и потребовал от патриарха благословить это решение молитвой. На что патриарх ответил, что знает молитвы лишь на основание храма, а не на его разрушение. Но император всё равно заставил его произнести молитву. Церковь была снесена и построена в другом месте.
2. ↑  Это приблизительная дата, принимаемая в литературе. Юстиниан вошёл в столицу осенью 705 года, и в источниках говорится, что это было «на следующий год» после его побега к булгарам. Но сколько всего времени Юстиниан провёл в бегах, в источниках не указывается. Те исследователи, которые склонны к строгим и осторожным формулировкам, предпочитают говорить о моменте «после 698 года»[8].
3. ↑  Первоисточник сведений: «История страны Алуанк» Мовсеса Каланкатваци[21].
4. ↑  Принципиальная возможность такой гипотезы основывается на сообщении в одном византийском источнике относительно резиденции кагана Вирхора (непосредственного или близкого преемника Ибузира Глявана) в 740-е-750-е гг., в качестве каковой названа Керчь[25].
5. ↑  Об этом сообщает Агнелл Равеннский и приводит слова, сказанные императором: «Этот народ — мои враги, ибо они коварно отрезали мне нос и уши»[31].
6. ↑  Экспедиция против Равенны и реакция на неё местных жителей описаны в итальянских источниках и совпадают с херсонскими событиями вплоть до многих деталей. Весной 710 года к городу приплыл византийский флот, руководимый стратигом Сицилии патрикием Феодором. Знатные горожане были приглашены на пир, устроенный в палатках прямо на берегу. На следующий день ничего не подозревающих гостей по двое приглашали подняться на борт кораблей. Там их хватали, связывали и с кляпом во рту бросали в трюм. Как только все гости были схвачены, корабли снялись с якоря и отплыли в Константинополь. На берегу, между тем, остался военный отряд, который напал на город и учинил в нём резню. Потрясённые горожане не оказали никакого сопротивления. Разграбив дома и церковное имущество, экспедиция погрузилась на вернувшиеся корабли и уплыла обратно в столицу. Почти все пленники в Константинополе были казнены. В живых оставили только равеннского архиепископа Феликса, которого ослепили и сослали куда-то в Понт (возможно, даже в Херсон). Ответом жителей Равенны стало восстание. Они избрали себе правителя (дукса) Георгия — сына одного из захваченных нобилей. На городской площади Георгий произнёс речь, призывая спасти город от «змеи, приплывшей сюда морем из Византии, яд которой мы все уже испробовали». К восставшим примкнули соседние городки. Все взрослые мужчины были организованы в militia и bandi (всего 11 отрядов ополчения, созданных по образцу, принятому в византийской армии). Власти раздали населению оружие, разослали отряды для охраны соседних крепостей и организовали патрулирование побережья. Византийский экзарх Равенны, Иоанн Ризокоп, в этот момент находился с делами в Неаполе. Когда в октябре он прибыл в Равенну, то был убит восставшими. После свержения Юстиниана архиепископа Феликса вернули в город, а Равеннской церкви возвратили всё захваченное имущество, прибавив к нему щедрые дары. После этого восстание прекратилось, и равеннцы согласились принять нового экзарха[32].
7. ↑  «Индийца родом и безобразным с виду»[34].
8. ↑  Это был третий в истории визит Папы в «Новый Рим». Следующий состоялся в 1967 году[36]. Константин прибыл по инициативе Юстиниана, чтобы обсудить решения Трулльского собора, в котором представители Западной церкви не участвовали. В столице он находился с весны по октябрь 711 года. Его торжественная встреча с императором проходила в Никомедии и завершилась преодолением всех разногласий.
9. ↑  Затем её отослали в Рим. Там к Юстиниану было хорошее отношение, и новость о расправе над ним была встречена с печалью.
10. ↑  Впрочем, это практически не изменило общую стратегическую картину. В начале 731 года, как это традиционно происходило в арабо-хазарских войнах, свежая арабская армия совершила рейд в обратном направлении, и теперь уже хазары были вынуждены обороняться от неё в глубине своей территории. Через несколько лет хазары были принуждены закончить войну на невыгодных для себя условиях, окончательно отказавшись от Закавказья.
11. ↑  Приблизительные даты. Первоисточники: Житие Иоанна Психаита[45] и Кембриджский документ[46].
12. ↑  Никифор называет его «единоплеменником кагана» и «хазарином».

### Исследования
- Айбабин А. И. Этническая история ранневизантийского Крыма. — Симферополь, 1999.
- Артамонов М. И. История хазар. — Л., 1962.
- Баранов И. А. Таврика в эпоху раннего средневековья (салтово-маяцкая культура). — Киев, 1990.
- Бешевлиев В. К вопросу о награде, полученной Тервелем от Юстиниана II в 705 г. // Византийский временник. — 1959. — Вып. 16 (41).
- Бородин О. Р. Равеннский экзархат. Византийцы в Италии. — СПб., 2001.
- Виноградов А. Ю., Комар А. В. Институт тудуна и хазары в юго-западном Крыму VIII — начала IX в. в контексте новых данных эпиграфики // Сугдейский сборник. — Киев—Судак, 2005. — Вып. 2.
- Данлоп Д. М. История хазар-иудеев = The History of the Jewish Khazars / пер. с англ. Л. А. Игоревского. — М., 2016 (1954).
- Каждан А. П. История византийской литературы (650—850 гг.). — СПб., 2002.
- Калинина Т. М. Сведения ал-Масуди и других восточных писателей о пребывании Юстиниана II у хазар и болгар // Калинина Т. М. Проблемы истории Хазарии (по данным восточных источников). — М., 2015.
- Калинина Т. М. Письмо хазарского хакана Юстиниану II // Хазарский альманах. — Москва, 2016. — Вып. 14.
- Кулаковский Ю. А. История Византии: (602—717). — Киев, 1915. — Т. 3.
- Могаричев Ю. М. К вопросу о хазарах в Крыму в начале VIII в. // Хазары. Khazars. — Иерусалим—М., 2005.
- Науменко В. Е. Таврика в контексте византийско-хазарских отношений: опыт первых контактов // Хазарский альманах. — Киев-Харьков, 2004. — Вып. 3.
- Новосельцев А. П. Хазарское государство и его роль в истории Восточной Европы и Кавказа. — М., 1990.
- Романчук А. И. Исследования Херсонеса-Херсона. Раскопки. Гипотезы. Проблемы. Т. 2: Византийский город. — Тюмень, 2008.
- Семёнов И. Г. Хазарско-византийские политические отношения во 2-й пол. VII — нач. VIII вв. // Византийский временник. — М., 2012. — Вып. 71(96).
- Сорочан С. Б. Византия и хазары в Таврике — господство или кондоминиум? // Україна в Центрально-східній Європі. — 2007. — Вып. 7.
- Сорочан С. Б. Византийский Херсон в письме Анастасия Библиотекаря // Хазарский альманах. — Киев-Харьков, 2013. — Вып. 11.
- Сюзюмов М. Я. Социально-политическая борьба и внешнее положение империи в конце VII — начале VIII в. // История Византии. Том 2  / под ред. С. Д. Сказкина. — М., 1967.
- Храпунов Н. И. К вопросу о роли городской общины в управлении византийским Херсоном в VIII—XI вв. // Античная древность и средние века. — Екатеринбург, 2014. — Вып. 42.
- Vachkova V. The Bulgarian Theme in Constantinople’s Monuments (A new approach in the study of Bulgarian and Byzantine cultural memory) // Palaebulgarica. — 2008. — Вып. 4. Архивировано 2 октября 2013 года.